# 卡比爾哈特烏帕齊拉
卡比爾哈特是孟加拉國的一個烏帕齊拉，位於吉大港專區的諾阿卡利縣。其始建於2006年，為該縣建立最晚的烏帕齊拉。

## 地理
卡比爾哈特烏帕齊拉方圓185.25平方（71.53平方英里），北鄰貝加姆甘傑烏帕齊拉、森巴格乌帕齐拉，東部、南部接壤孔帕尼甘傑烏帕齊拉，西邊毗鄰諾阿卡利沙達爾烏帕齊拉。諾阿卡利運河流經其北部。

## 人口
據2011年孟加拉國人口普查，卡比爾哈特烏帕齊拉共有戶數36054戶，人口196944人，其中8.8%居於城區，5歲以下人口佔比12.4%。該地7歲以上人口之平均識字率為49.0%，略低於全國平均值（51.8%）。